# 石河英夫
石河 英夫（いしかわ ひでお、1910年5月12日 - 1998年5月29日）は、日本の会計学者。小樽商科大学名誉教授。元札幌学院大学学長。

## 経歴
- 1923年（大正12年）小樽稲穂尋常高等小学校卒業
- 1928年（昭和3年）小樽商業学校卒業
- 1932年（昭和7年）小樽高等商業学校卒業
- 1935年（昭和10年）東京商科大学（現一橋大学）卒業。鐘紡に入社
- 1939年（昭和14年）小樽高等商業学校講師
- 1945年復員後、小樽経済専門学校教授
- 1949年小樽商科大学商学部助教授
- 1951年同商学部教授
- 1956年（昭和31年）小樽商科大学学生部長
- 1974年小樽商科大学停年退職。同名誉教授。札幌商科大学商学部教授
- 1976年同学長・同電子計算機センター長
- 1982年同学長退任。札幌商科大学商学部教授
- 1985年札幌学院大学退職。同名誉教授。札幌学院大学会計学研究所顧問（～1998年）

日本会計学会理事や北海道経済学会代表理事なども務めた他、北海道大学、北見工業大学、北海学園大学、札幌大学、専修大学北海道短期大学、札幌短期大学など多くの非常勤講師も務めた。

## 研究内容・業績
- 専門は会計学。特に中小機械工業や航空機工業に関する業界の会計学的考察を研究テーマとした。
- 高瀬荘太郎の門下生であった。

## 受賞・栄典
- 1982年：勲三等旭日中綬章

## 著書
- 『商業簿記論』（新星社, 1952年）
- 『商業簿記要論』（お茶の水書房, 1953年）
- 『会計の本質と機能』（共著, 森山書店, 1955年）